# Археологический музей Спарты
Археологический музей Спарты (греч. Αρχαιολογικό Μουσείο Σπάρτης) — археологический музей в Спарте, Лакония, Греция, в котором хранятся тысячи артефактов c древнего акрополя Спарты и остальной части муниципалитета Лакония. Это один из старейших археологических музеев Греции. Как сообщается это «первый греческий музей, построенный в провинциальном городе» (1874-76 годы). Построен по проекту архитектора Г. Кацароса.
Предметы коллекции датируются периодом от неолита до поздней римской эпохи. Есть семь комнат примерной площадью 500 квадратных метров, которые демонстрируют лишь небольшую часть коллекции.

## История
Исторически первые исследования древностей Спарты начинаются в конце 1720-х годов, когда Мишель Фоурмонт путешествовал по Греции изученая древние надписи, но археологические раскопки не проводились. Первые раскопки были проведены Луи Россом (1806—1859 годы), он изучал руины и некоторые гробницы. Несколько находок, которые были первоначально собраны в часовне Святого Пантэлемона, были перевезены в городскую ратушу, где они пострадали во время пожара. В 1872 году археологическое общество направило археолога Панагиотиса Стаматакиса, многие найденные находки были разбросаны в частных домах города и по всему региону. В течение двух лет коллекция пополнялась в итоге сформировавшийсь во дворе средней школы, откуда она была передана в недавно построенное здание археологического музея.
Археологический музей Спарты был основан в 1875 году и расположен в неоклассическом здании, построенном по проекту архитектора Г. Кацароса. Спустя годы после своего открытия он был в значительной степени заброшен, и большинство его экспонатов в настоящее время хранится на складах.
В июле 2020 года министр культуры и спорта Греции Лина Мендони одобрила планы строительства нового археологического музея для города и реконструкции существующего музея. Эта инициатива включала значительное финансирование и продвижение со стороны фонда Ставроса Ниархоса.

## Коллекция
В музее хранятся находки из раскопок вокруг префектуры Лакония, при условии, что они не выставлены в коллекциях археологического музея Гитиона или Неаполя.
В семи комнатах здания размещены следующие залы:
- Зал I: Стелы римских времён.
- Зал II: Находки из святилища Артемиды Ортии.
- Зал III: Монументальная скульптура и портретная живопись римской эпохи.
- Зал IV: Доисторические находки со всей Лаконии.
- Зал V: Образцы римской мозаики.
- Зал VI: Архитектурные части храма Аполлона в Амиклах, которые также составляют более крупный отдел коллекции
- Зал VII: Лаконские скульптуры и их части[5].

## Экспозиция
В холе, откуда начинается тур по музею, есть колонны, происходящие из святилища Ортеи Артемиды. Самые старые датируются IV веком до н. э. и на них изображены пять серпов.
На правой стороне музея в первом зале находятся архаические надписи и колонны. Во втором зале выставлены примеры рельефной работы, восходящих к архаичному и римскому периодам. В третьем зале выставлены разные находки, такие как микенские инструменты и посуда, бронзовая статуэтка Афины датированная примерно 450 годом до н. э., а также бюст спартанского гоплита второй половины V века до н. э., который, как считается, изображает царя Леонида.
На левой стороне музея в первой комнате посетитель имеет возможность увидеть малые приношения древнегреческих жрецов из святилищ, таких как глиняные и бронзовые предметы из святилищ Артемиды, Афины Халкикоса, Менелая и Амбурга. Особый интерес представляет собой глиняные маски из святилища Артемиды орфии, которые являются важными образцами лаконского искусства VII и VI-го века. Это имитация деревянных или кожаных изделий, которые носили те, кто участвовал в религиозных танцах в священных местах.
Наконец, во втором зале выставлены находки эллинистического и римсого периодов, а также находки из пещеры Алепотирыпа.

## Галерея

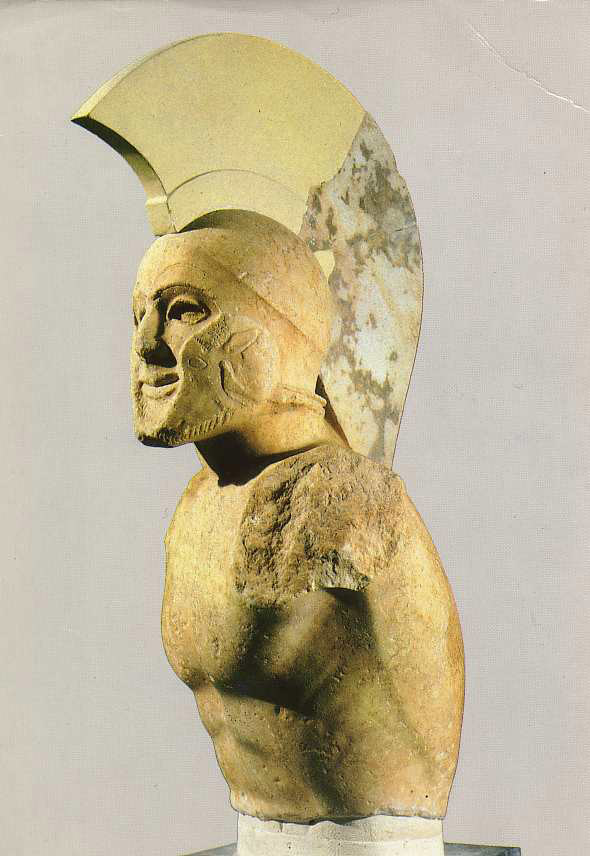
Так называемый бюст царя Леонида из коллекции музея (V век до н. э.).
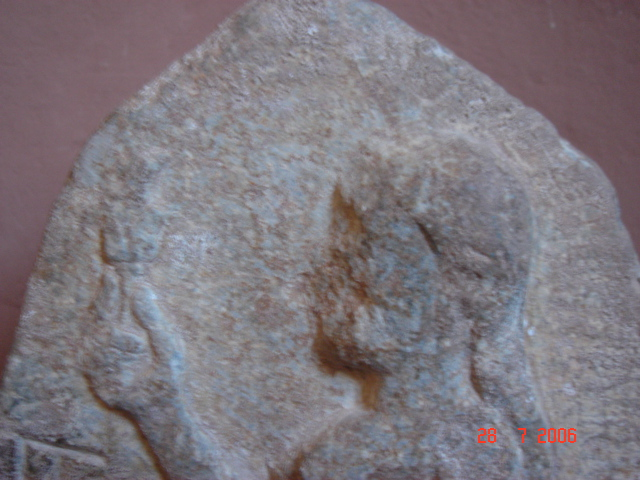
Стела, Спарта.
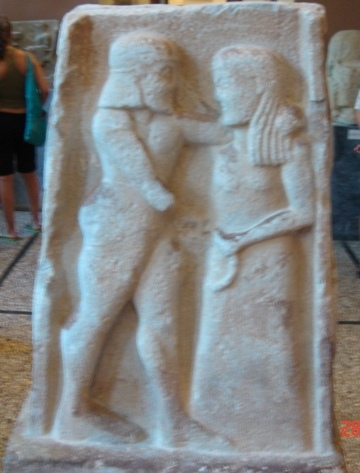
Рельеф.
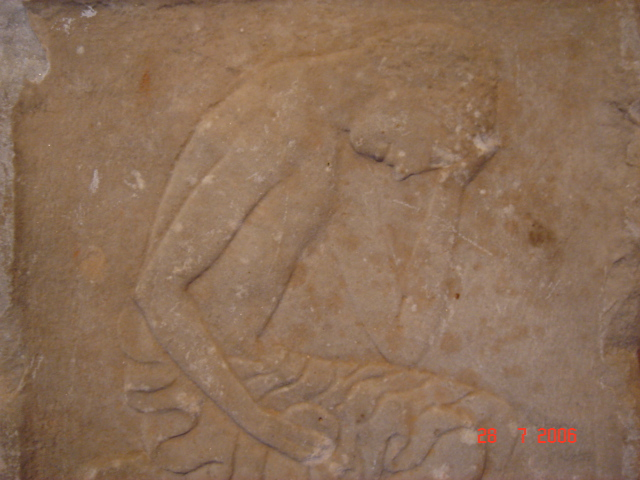
Рельеф из Гераки.
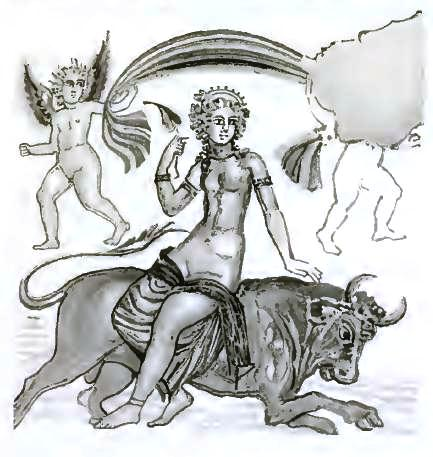
Похищение Зевсом Европы.
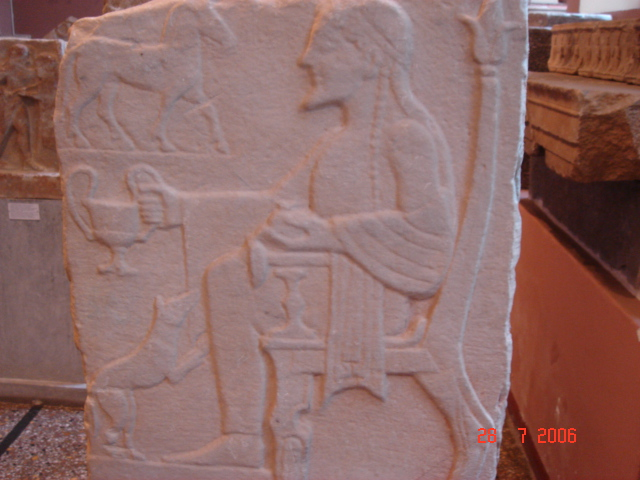
Рельеф.
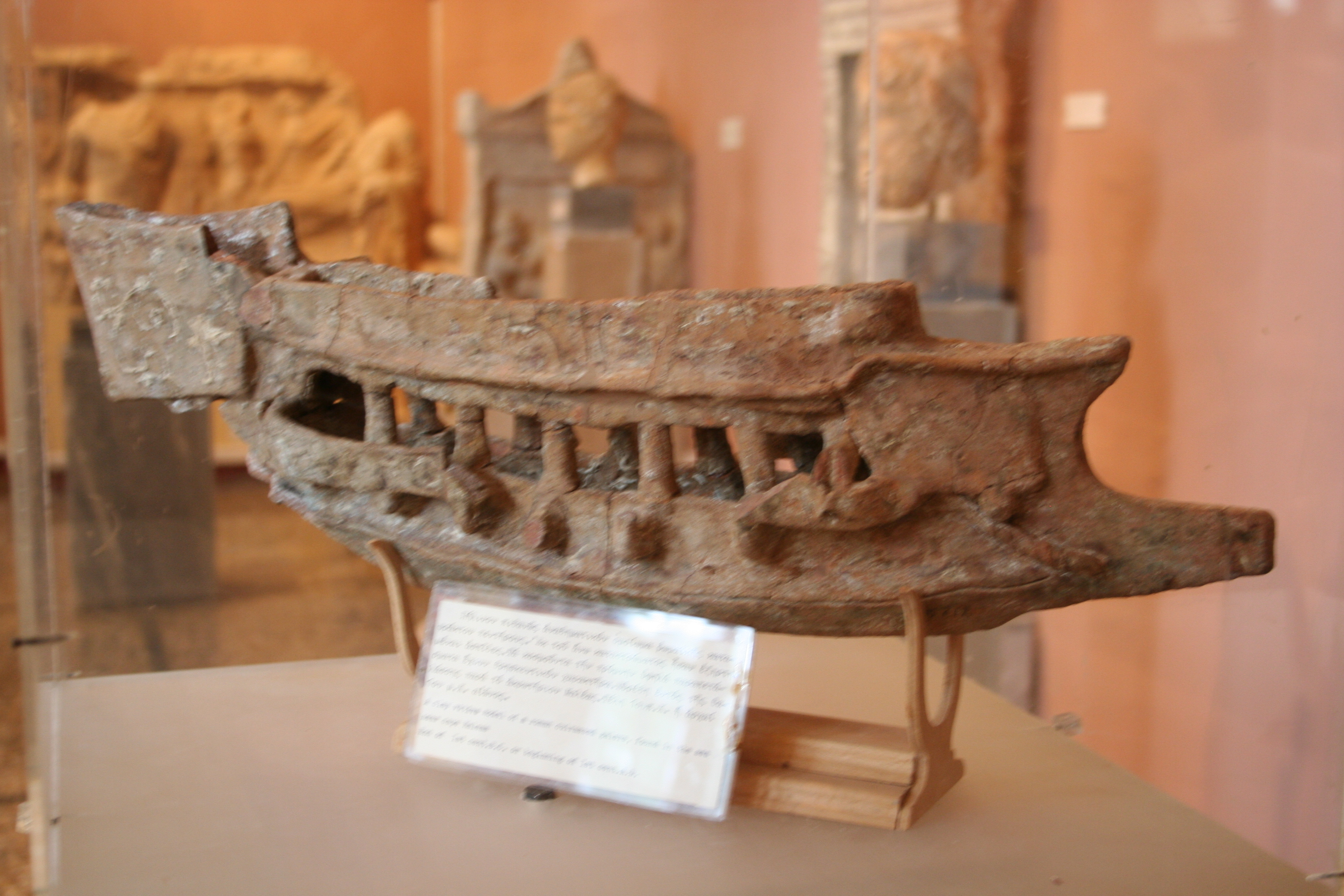
Миниатюрное изображение Триремы.
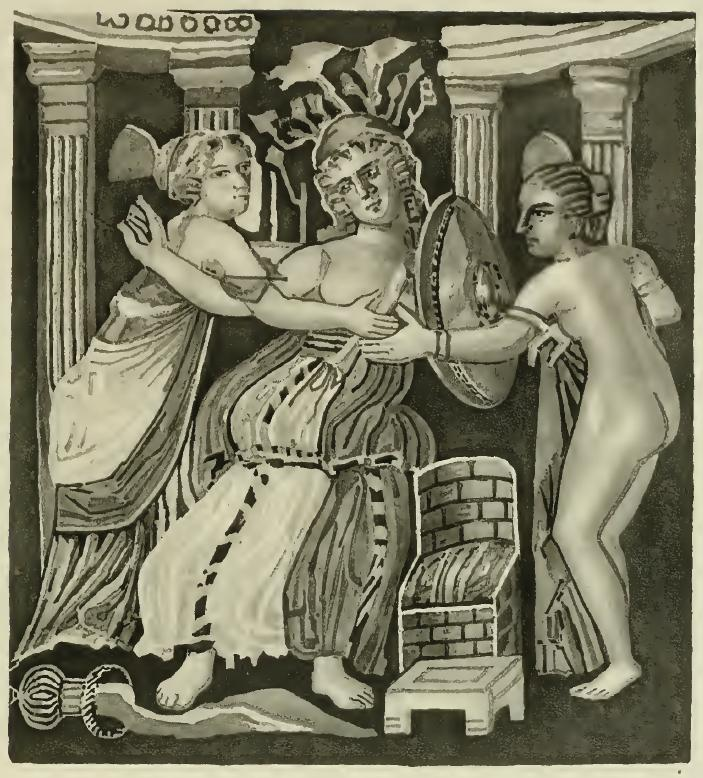
Спартанская мозаика.